# Shaman King & a garden
Shaman King & a garden je manga koju je napisao Hirojuki Takei, a ilustrovala Kjo Nuesava. Predstavlja spinof Takeijeve  Shaman King franšize, i prati članove grupe Hana-Gumi. Manga se serijalizovala od  2020. do 2022. godine u Kodanšinoj manga reviji Nakayoshi.

## Izdavaštvo
Mangu Shaman King & a garden napisao je Hirojuki Takei, a ilustrovala Kjo Nuesava, s tim da je koncept radio Džet Kusamura. Naslov se serijalizovao od 1. decembra 2020. do 2. maja 2022. godine u Kodanšinoj manga reviji . Poglavlja su sakupljena u četiri tankobona; prvi tom je objavljen 15. aprila 2021., a poslednji 17. avgusta 2022. godine.

### Spisak tomova
| - 01. 1/5 - 02. 2/5 - 03. 3/5 - 04. 4/5 |

| - 05. 5/5 - 06. 1/5 - 07. 2/5 - 08. 3/5 |

| - 09. 4/5 - 10. 5/5 - 11. 1/5 - 12. 2/5 |

| - 13. 3/5 - 14. 4/5 - 15. 5/5 - 16. |